# 木村毅一
木村毅一（1904年4月7日—1992年7月8日），是日本的高能物理學家。1930年，由於日本經濟不景氣，且當時臺灣物價相對便宜，故應荒勝文策教授的邀請抵台擔任其在台北帝国大学（現在的国立臺湾大学）物理學講座的助手。之後在1934年7月25日於該處與荒勝文策教授共同建造直線粒子加速器，成功在臺灣做出亞洲第一次人工撞擊原子核實驗。
他在1951年美國解除自二戰以來對日本核物理實驗的禁止後，接手重啟的京都大學核子物理研究室。參與成立大阪府立放射線中央研究所與京都大学原子爐實驗所，並對日本的原子核與放射線研究領域之創立有所貢獻。
木村毅一曾任京都大学教授、京都大学原子爐實驗所所長、大阪府立放射線中央研究所所長、以及福井工業高等專門学校校長。此外，他是京都大学名譽教授，並曾獲勲二等旭日重光章。

## 年譜
- 1904年 - 在日本京都府誕生。
- 1926年 - 自第三高等学校畢業。

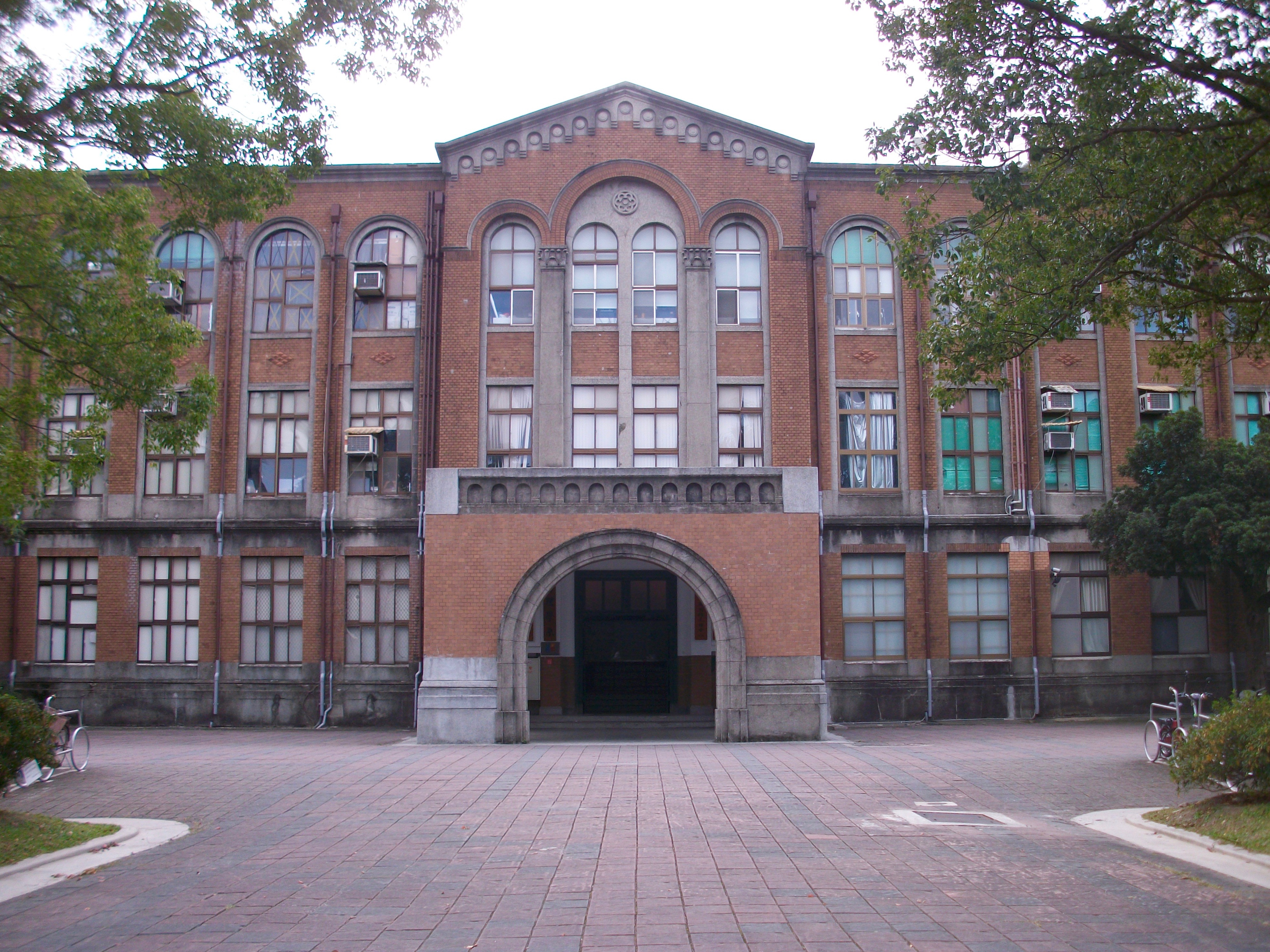
原臺北帝國大學物理學講座校舍，即臺大二號館。內有臺大物理文物廳，即為當年木村毅一與荒勝文策建造加速器處。

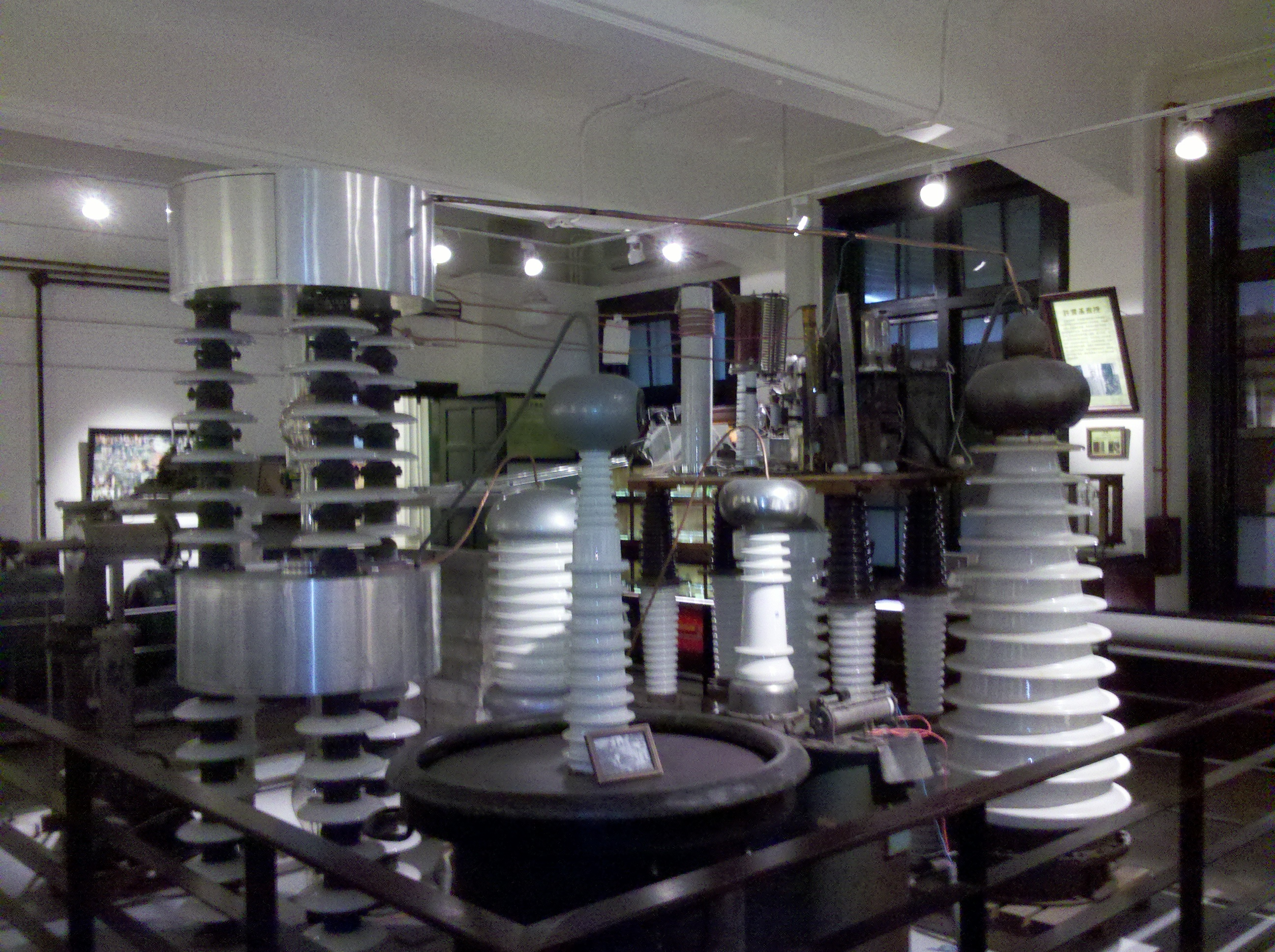
目前展示於臺大物理文物廳的考克饒夫－瓦耳頓型直線粒子加速器

- 1929年 - 自京都帝国大学理学部物理学系畢業。
- 1930年 - 擔任台北帝国大学物理學講座助手。
- 1934年 - 7月25日，協助荒勝文策在台北帝大二號館101室[注 3]建造考克饶夫-瓦尔顿加速器（英语：Cockcroft–Walton generator）[5][7]，成功完成人工撞擊原子核實驗 [1]。此為亞洲第一次，世界第二次成功實驗。
- 1936年 - 擔任京都帝国大学理学部講師。
- 1939年 - 升任京都帝国大学助教授（理学部勤務）。
- 1940年 - 獲得理学博士學位。
- 1941年 - 補任京都帝国大学化学研究所員。
- 1945年 - 升任京都帝国大学教授（補化学研究所員）。
- 1951年 - 美國解禁日本核物理實驗，接手荒勝文策在京都大學的核子物理研究室[4][5]。
- 1959年 - 成為大阪府立放射線中央研究所（日语：大阪府立放射線中央研究所）所長（非常勤）。
- 1963年 - 成為京都大学原子爐實驗所長[8]。
- 1968年 - 自京都大学退休、成為京都大学名譽教授。
- 1992年 - 於日本京都市左京區去世，享壽88歲。

## 著作

### 著書
1. 《近代物理学》（1954年）[9]。
2. 《原子的獨白》（1982年）[6]。

### 主要論文
1. "Expulsion of neutrons from lead by cosmic rays." With B. Arkatsu and Y. Uemura, Nature, Vol. 140, p. 277 (1937). （页面存档备份，存于）
2. "On the range-energy relation and ionization-energy relation for alpha-particles in air." With R. Ishiwari, K. Yuasa, S. Yamashita, K. Miyake and S. Kimura, J. Phys. Soc. Jpn. Vol. 7, p. 111 (1952). （页面存档备份，存于）
3. "The Reaction O16(n, α)C13," With I. Kumabe, K. Miyake, H. Ogata and K. Miyasita, J. Phys. Soc. Jpn. Vol. 11, p. 1211 (1956). （页面存档备份，存于）
4. "Elastic Scattering of Protons from B11, Al, P, Co and Cu from 6 to 7.4 MeV," With Y. Uemura, R. Ishiwari, J. Kokame, K. Fukunaga, A. Katase, J. Muto, I. Kumabe, H. Ogata, T. Ohama and Y. Ohmori, J. Phys. Soc. Jpn. Vol. 17, p. 9 (1962) （页面存档备份，存于）

## 師長
- 木村正路
- 荒勝文策

## 同學
- 四出井綱彦：在京都帝国大学大1屆的學長。
- 湯川秀樹：第三高等学校與京都帝国大学同屆同學[10]。
- 朝永振一郎：同上。

## 座右銘
- 亮天功（日语：てんのわざをたすく）[注 4][6]。

## 外部連結
- K. Kimura, "The Arakatsu and Kimura Laboratories" The Commemoration Volume for the Silver Jubilee p. 179, Institute for Chemical Research, Kyoto University (1951). （页面存档备份，存于） （英文）
- 京都大学原子炉実験所 （页面存档备份，存于）（日語）